# 露丝·韦尔
露丝·韦尔（英文：Ruth Ware，1977年—），另有笔名Ruth Warburton，是英国心理犯罪惊悚小说作者。她的小说包括《暗无边际》（2015年），《10号舱的女人》（2016年），《撒谎游戏》（2017年）和《韦斯特威夫人之死》（2018年）。《暗无边际》和《10号舱的女人》均入选了《星期日泰晤士报》和《纽约时报》十大畅销书排行榜。她以露丝·韦尔来署名她的犯罪小说，以露丝·沃伯顿（Ruth Warburton）的名字出版的幻想小说。

## 个人生活
露丝·韦尔出生于1977年，在雷威斯长大。她在曼彻斯特大学主修英语，在那里对古英语和中古英语文本产生了浓厚的兴趣。 
在从事写作事业之前，韦尔曾当过服务员，书商和发行员。她还长期在巴黎教英语。 
她现在住在布莱顿附近。 

## 早期写作
在以露丝·韦尔之名的写作生涯之前，她以露丝·沃伯顿的笔名写了五本关于年轻人的幻想小说，所有这些小说均由霍德儿童图书出版社出版。 

## 写作风格
在犯罪小说领域，露丝·韦尔的写作风格通常被拿来与阿加莎·克里斯蒂的写作风格进行比较。韦尔承认自己在不知不觉中受到了当时的克里斯蒂和其他神秘小说家的影响。韦尔的主角通常是普通妇女，她们会陷入犯罪的危险境地。韦尔的前两部小说都描绘了一场谜一般的谋杀，一群人被困在或以其他方式无法立即逃离的危险环境。克里斯蒂因在诸如《东方快车谋杀案》等小说中利用这些设定而闻名。韦尔和克里斯蒂都选择设置和情境来增强恐惧感，恐惧感使他们的角色陷入偏执狂，结果他们常常会做出激烈的反应。这些环境为事件展开提供了一种隔离感。 韦尔的设定在吸引读者阅读中起着关键作用，并且与角色一样，对于她的故事同样重要和不可或缺。 

## 作品
截至2019年，露丝·韦尔共写了五部心理惊悚小说： 
- 《暗无边际》（2015年），讲述了一个女人参加了一个童年朋友的单身派对的经历。派对在树林中的一间孤立的玻璃房子里举行，而且情况变得很糟。到周末结束时，有人死了，每个人都是嫌疑犯。 [9] [10] [1] [11] [12] [12]

- 《10号舱的女人》（2016年）讲述的是旅行记者劳拉，她在豪华游轮的首次航行中前往挪威的峡湾 ，却在中途目睹有人被丢进海里。 [13] [1] [14] [15] [16]

- 《撒谎游戏》（2017年）围绕着四个上私立寄宿学校的女孩展开。他们通过说谎的游戏形成了纽带。几年后，当女孩们收到一则神秘的文字时，他们寄宿学校的糟糕行为再次浮出水面。 [1] [17] [18] [19] [20]

- 《韦斯特威夫人之死》（2018）讲述的是年轻的塔罗牌占卜者哈尔，她获得了神秘而庞大的遗产。当哈尔参加死者的葬礼时，很明显她不是该遗产的预定接收者，而且她卷入了一个危险的谜团。 [21]

- 《徵人啟事》（2019）讲述了一个保姆和两个孩子的故事，仿佛在21世纪的环境中重写了亨利·詹姆斯的《螺丝在拧紧》。 [22]

- 《一对一》（2020年9月8日）

## 电影改编
已经有三本露丝·韦尔的作品被搬上大银幕 
- 《暗无边际》：新线影业获得了电影版权。[23]
- 《10号舱的女人》：哥伦比亚广播公司已获得电影版权，并准备与哥谭集团合作制作电影。编剧已确定希拉里·塞茨。 [24]
- 《撒谎游戏》：eOne获得了电视版权。 [25]

## 荣誉
韦尔的小说赢得了多个奖项和年终提名： 
- 《暗无边际》 
  - 2015年度NPR最佳图书
  - 浪漫时潮书评奖最佳悬疑小说选择奖
- 《10号舱的女人》 
  - 提名2016年Goodreads选择奖最佳神秘与惊悚小说
  - 2016年年度最佳图书入围者，由本月最佳图书评选[1] [14] [15]

## 评价
对露丝·韦尔的心理犯罪惊悚小说的评论总体上是积极的。独立报曾将《暗无边际》评名为“年度最热门的犯罪小说”。   卫报称赞了《暗无边际》，并称这本书的结尾是“令人着迷的”。 